# Contea di Marlboro
La contea di Marlboro (in inglese Marlboro County) è una contea dello Stato della Carolina del Sud, negli Stati Uniti. La popolazione al censimento del 2000 era di 28 818 abitanti. Il capoluogo di contea è Bennettsville.

## Geografia
La contea si trova nel nord-est dello Stato, al confine con la Carolina del Nord. I fiumi principali sono il Great Pee Dee e il Little Pee Dee.

### Contee confinanti
- Contea di Richmond (Carolina del Nord) - nord
- Contea di Scotland (Carolina del Nord) - nord-est
- Contea di Robeson (Carolina del Nord) - est
- Contea di Dillon - sud-est
- Contea di Florence - sud
- Contea di Darlington - sud-ovest
- Contea di Chesterfield - ovest
- Contea di Anson (Carolina del Nord) - nord-ovest

## Storia
La regione era abitata dai nativi Cheraw prima dell'arrivo dei coloni europei. La contea fu creata nel 1785 e fu chiamata così in onore di John Churchill, I duca di Marlborough.

## Comuni

### Cities
- Bennettsville (capoluogo)
- Cheraw

### Towns
- Blenheim
- Clio
- McColl
- Tatum

### Census-designated places
- Wallace